# Зозули (Белгородская область)
Зозули — село в Борисовском районе Белгородской области. Входит в состав Белянского сельского поселения.

## География
Зозули находятся в западной части Борисовского района и Белгородской области, в 6 километрах от райцентра Борисовки. Вдоль села протекает река Лозовая. Через населенный пункт проходит автодорога регионального значения 14К-4 (Белгород – Грайворон – Козинка).

## История
Название села происходит от украинского слова зозуля — кукушка. В XVIII веке хутор Зозулин принадлежал графу Шереметеву. 
Перепись осени 1884 года насчитала в хуторе — 55 дворов (54 избы), 362 хуторянина (186 муж. и 176 жен.), грамотных — 9 муж. и 1 жен.; 13 хуторян занимались местными промыслами, 52 — отхожими, 25 хуторянок работали на свекловичных плантациях, на хуторе было 7 «промышленных заведений».
В начале XX века хутор славился своей ветряной мельницей.
В 1932 году Зозули — в Белянском сельском Совете Борисовского района Белгородской области.
В начале 1990-х гг. в Зозулях — молочнотоварная ферма кооператива «Дружба», начальная школа, детский сад, медпункт, магазин, телефонная станция.

## Население
К 1890 году на хуторе Зозулин — 414 жителей (211 муж. и 203 жен).

В 1979 году в Зозулях проживало 625 человек, в 1989 году — 672 (290 муж. и 382 жен.). 
| 2002 | 2010 |
| ---- | ---- |
| 696  | ↗733 |